# Bryan Harvey Bjarnason
Pour les articles homonymes, voir Harvey et Bjarnason.
Cet article possède un paronyme, voir Bryan Harvey.
Bryan Harvey Bjarnason, né le 2 avril 1924 et mort le 8 septembre 2022, est un agent d'immeubles et d'assurances et un homme politique provincial canadien de la Saskatchewan. Il représente la circonscription de Kelvington à titre de député du Parti libéral de la Saskatchewan de 1964 à 1969.

## Biographie
Né à Dana (en) en Saskatchewan de parents d'origines islandaise, Bjarnason étudie à Leslie (en) et à Foam Lake. Durant la Seconde Guerre mondiale, il s'engage dans l'Aviation royale canadienne et s'installe à Foam Lake après la guerre.
Élu en 1964 et réélu en 1967, cette dernière élection est néanmoins invalidée et il perd contre Neil Erland Byers lors de l'élection partielle de 1969.